# Državna cesta D74
Die Državna cesta D74 (kroatisch für Nationalstraße D74) ist eine Hauptstraße in Kroatien.

## Verlauf
Die Straße führt von der Anschlussstelle Đurmanec der Autobahn Autocesta A2 (Europastraße 59), die zugleich die zur slowenischen Grenze führende Državna cesta D 207 bedient, nördlich von Krapina in östlicher Richtung über Bednja zur Državna cesta D35 in Lepoglava.
Die Länge der Straße beträgt 22,0 km.